# Olivier Cotte
Olivier Cotte (Voiron, 10 de septiembre de 1972) es un deportista francés que compitió en esquí acrobático, especialista en la prueba de baches.
Ganó una medalla de bronce en el Campeonato Mundial de Esquí Acrobático de 1993. Participó en dos Juegos Olímpicos de Invierno, ocupando el cuarto lugar en Lillehammer 1994 y el 20.º en Nagano 1998.

## Medallero internacional
| Campeonato Mundial | Campeonato Mundial   | Campeonato Mundial | Campeonato Mundial |
| Año                | Lugar                | Medalla            | Competición        |
| ------------------ | -------------------- | ------------------ | ------------------ |
| 1993               | Altenmarkt (Austria) | Medalla de bronce  | Baches             |